# Joosia
Joosia là một chi thực vật có hoa trong họ Thiến thảo (Rubiaceae).

## Loài
Chi Joosia gồm các loài: